# Maple Valley (Wisconsin)
Maple Valley es un pueblo ubicado en el condado de Oconto en el estado estadounidense de Wisconsin. En el Censo de 2010 tenía una población de 662 habitantes y una densidad poblacional de 7,23 personas por km².

## Geografía
Maple Valley se encuentra ubicado en las coordenadas 44°58′34″N 88°17′45″O / 44.97611, -88.29583. Según la Oficina del Censo de los Estados Unidos, Maple Valley tiene una superficie total de 91.59 km², de la cual 91.29 km² corresponden a tierra firme y (0.33%) 0.31 km² es agua.

## Demografía
Según el censo de 2010, había 662 personas residiendo en Maple Valley. La densidad de población era de 7,23 hab./km². De los 662 habitantes, Maple Valley estaba compuesto por el 96.83% blancos, el 0% eran afroamericanos, el 2.27% eran amerindios, el 0.15% eran asiáticos, el 0% eran isleños del Pacífico, el 0.15% eran de otras razas y el 0.6% pertenecían a dos o más razas. Del total de la población el 0.3% eran hispanos o latinos de cualquier raza.